# 드라이 (영화)
《드라이》(영어: The Dry)는 2020년 공개된 오스트레일리아의 미스터리 드라마 스릴러 영화이다. 제인 하퍼가 2016년에 발표한 동명 소설을 원작으로 한다.

## 줄거리
연방 경찰 에런 포크는 어릴 적 친구 루크의 장례에 참석하기 위해 오랜만에 빅토리아주 고향을 찾는다. 루크는 아내 캐런, 아들 빌리를 살해하고 자살을 한 것으로 여겨지고 있다. 루크의 부모님은 에런에게 사건의 진상을 파헤쳐줄 것을 부탁한다. 한편 주민들은 에런을 20년 전 사망한 당시 여자친구 엘리의 살해범으로 여전히 의심하고 있다.  

## 출연
- 에릭 배나 - 에런 포크 역
  - 조 클로첵 - 에런 포크 아역
- 제너비브 오라일리 - 그레천 역
  - 클로드 스콧미첼 - 그레천 아역
- 키어 오도널 - 그레그 레이코 역
- 존 폴슨 - 스콧 휘틀럼 역
- 비비 베튼코트 - 엘리너 "엘리" 디컨 역
- 마틴 딩글월 - 루크 해들러 역
  - 샘 콜렛 - 루크 해들러 아역
- 줄리아 블레이크 - 바브 해들러 역
- 브루스 스펜스 - 제리 해들러 역
- 윌리엄 재파 - 맬 디컨 역
- 매슈 네이블 - 그랜트 다우 역
- 제임스 프레슈빌 - 제이미 설리번 역
- 제러미 린지 테일러 - 에릭 포크 역
- 미란다 탭셀 - 리타 레이코 역
- 대니얼 프레더릭슨 - 리 박사 역
- 에디 버루 - 맥머도 역
- 러네이 림 - 샌드라 휘틀럼 역
- 제인 하퍼 - 장례식 조문객 역 (카메오)